# Новлянское (Ивановская область)
Новлянское — село в Заволжском районе Ивановской области, входит в состав Волжского сельского поселения.

## География
Село расположено на берегу реки Колдома недалеко от впадения в Волгу в 26 км на запад от центра поселения села Воздвиженье и в 34 км на запад от районного центра Заволжска.

## История
В XVII веке по административно-территориальному делению село входило в Костромской уезд. По церковно-административному делению приход относился к Плесской десятине. В 1620 году упоминается церковь «Покрова Святой Богородицы в Колдомской волости в селе Новленском». В 1629 и 1630 годах «за окольничим за Львом Ивановичем да за стольником Федором Борисовичем Долматовым-Карповым в вотчине починок Охлопково, Ратое тож на реке Колдоме, да под тем местом полместа мельнишнаго на реке Колдоме, а другая половина государева дворцоваго села Новленскаго». В феврале 1729 года «запечатан указ о строении церкви по челобитью Луки Богданова сына Коблукова да обер камисара Алексея Носова велено … в Дуплехове стану в селе Новленском вместо ветхой деревянной Рождественской церкви на том же церковном месте построить вновь церковь во имя Рождества Пресв. Богородицы».
Каменная Покровская церковь в селе с такой же колокольней построена в 1806 году на средства помещика Василия Даниловича Каблукова. Ограда каменная. Кладбище при церкви. Престолов было два: в честь Покрова Божией Матери и Рождества Пресвятой Богородицы.
В конце XIX — начале XX века село входило в состав Георгиевской волости Кинешемского уезда Костромской губернии, с 1918 года — в составе Иваново-Вознесенской губернии.
С 1929 года село являлось центром Новлянского сельсовета Кинешемского района Ивановской области, с 1935 года — в составе Наволокского района, с 1958 года — в составе Заволжского района, с 2005 года — в составе Волжского сельского поселения.

## Население
| 1872 | 1897 | 1907 | 2002 | 2010 |
| ---- | ---- | ---- | ---- | ---- |
| 215  | ↗239 | ↘234 | ↗318 | ↘226 |

## Инфраструктура
В селе имеются Новлянская основная общеобразовательная школа (основана в 1929 году), детский сад, дом культуры, фельдшерско-акушерский пункт, отделение почтовой связи.

## Архитектура и культура
В селе расположен недействующий храм Покрова Пресвятой Богородицы (1806).
До настоящего времени в Новлянском существует источник родниковой воды, по преданию найденный и расчищенный преподобным Тихоном Лухским (Тихонов овраг).